# Auch (album)
auch je dvanácté atudiové album německé rockové kapely Die Ärzte. Bylo vydáno 13. dubna 2012.

## Seznam skladeb
1. „Ist das noch Punkrock?“ – 3:00 (Farin Urlaub)
2. „Bettmagnet“ – 3:08 (Bela B.)
3. „Sohn der Leere“ – 3:42 (Rodrigo González)
4. „TCR“ – 3:44 (Farin Urlaub)
5. „Das darfst du“ – 3:19 (Bela B.)
6. „Tamagotchi“ – 3:05 (hudba: Rodrigo González; text: Bela B., Farin Urlaub)
7. „M&F“ – 4:15 (Farin Urlaub)
8. „Freundschaft ist Kunst“ – 3:20 (Bela B.)
9. „Angekumpelt“ – 2:32 (Farin Urlaub, Rodrigo González)
10. „Waldspaziergang mit Folgen“ – 3:25 (Farin Urlaub)
11. „Fiasko“ – 2:43 (Farin Urlaub)
12. „Miststück“ – 3:38 (Bela B.)
13. „Das finde ich gut“ – 2:29 (Rodrigo González)
14. „Cpt. Metal“ – 4:37 (Farin Urlaub)
15. „Die Hard“ – 2:19 (Rodrigo González)
16. „zeiDverschwÄndung“ – 2:55 (Bela B.)

## Obsazení
- Farin Urlaub – kytara, zpěv, baskytara
- Bela B. – bicí, zpěv
- Rodrigo González – baskytara, zpěv, kytara, klávesy
- Ina Paule Klink – doprovodné vokály